# Comunión (libro)
Comunión. Una historia verdadera (en el original en inglés Communion. A true story) es un libro del ufólogo y escritor estadounidense Whitley Strieber publicado por primera vez en febrero de 1987. El libro se basa en las afirmaciones del propio Strieber, el cual experimentó episodios de "tiempo perdido" y terribles flashbacks, y que bajo la hipnosis llevada a cabo por Budd Hopkins vinculó a un supuesto encuentro con extraterrestres.
El libro fue posteriormente llevado al cine en la película homónima dirigida por Philippe Mora y protagonizada por Christopher Walken como Strieber y Lindsay Crouse como su esposa, Anne.
A partir de 2008, la edición inglesa en rústica del libro incluyó un nuevo prefacio del autor.
Strieber compara el ser "familiar" que vio, que describe como femenino, con la diosa sumeria Ishtar.

## Arte de la cubierta
La pintura de la cubierta del ser fue realizada por Ted Seth Jacobs. Es considerada una de las más ampliamente reconocidas imágenes de la cultura popular de los denominados Grises. En "The Communion cover" Jacobs relata que

fue pintada en mi pequeño apartamento de East 83rd St, en Nueva York. Whitley se reunió conmigo para un dibujo del extraterrestre. A medida que lo iba esbozando, me indicaba cómo cambiar el retrato de modo que fuera lo más coincidente con lo que vio. Creo que fue como el proceso utilizado por los dibujantes de la policía. Cada detalle fue corregido de acuerdo a sus instrucciones. En un momento dado dijo que la imagen se correspondía exactamente a lo que había visto. Con Whitley a mi lado en la siguiente reunión, comencé a pintar la imagen en un panel preparado de madera, pasando por el mismo proceso que para el dibujo, hasta que finalmente Whitley dijo que la imagen era exacta... En cuanto al género de la imagen del extraterrestre, a decir verdad, el tema no salió. Ni siquiera se si los grises tienen género tal como lo entendemos. Whitley corrigió el desarrollo de la imagen para incluir una cierta fragilidad, una vulnerabilidad. Supongo que nosotros los terrícolas solemos asociar estas cualidades con la feminidad.